# Regiões da Tanzânia
Tanzânia é dividida em 26 regiões:
| Região           | Headquarters  |
| ---------------- | ------------- |
| Aruxa            | Aruxa         |
| Dar es Salaam    | Dar es Salaam |
| Dodoma           | Dodoma        |
| Iringa           | Iringa        |
| Kagera           | Bukoba        |
| Kigoma           | Kigoma        |
| Quilimanjaro     | Moshi         |
| Lindi            | Lindi         |
| Maniara          | Babati        |
| Mara             | Musoma        |
| Beia             | Beia          |
| Morogoro         | Morogoro      |
| Mtwara           | Mtwara        |
| Mwanza           | Mwanza        |
| Pemba Norte      | Wete          |
| Pemba Sul        | Mkoani        |
| Pwani            | Kibaha        |
| Rukwa            | Sumbawanga    |
| Ruvuma           | Songea        |
| Shinyanga        | Shinyanga     |
| Singida          | Singida       |
| Tabora           | Tabora        |
| Tanga            | Tanga         |
| Unguja Sul       | Koani         |
| Unguja Norte     | Mkokotoni     |
| Unguja Ocidental | Zanzibar      |

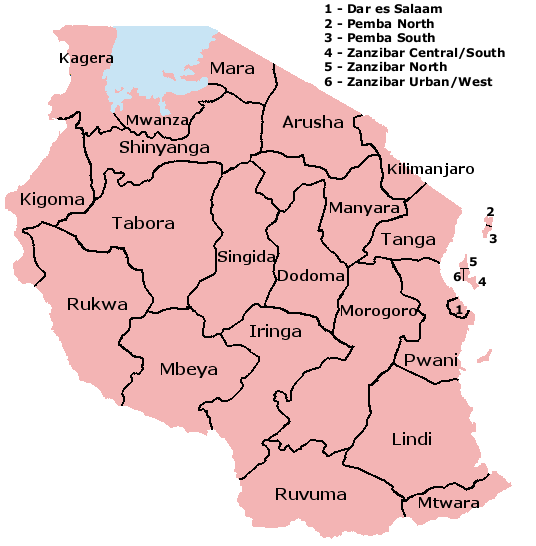
Regiões da Tanzânia.

As regiões são subdivididas em 98 distritos (vilaias). 
Os distritos são divididos em comunas (wards).